# Dögundarfell
Dögundarfell är ett berg i republiken Island. Det ligger i regionen Västfjordarna, 260 km norr om huvudstaden Reykjavík. Toppen på Dögundarfell är 542 meter över havet, eller 319 meter över den omgivande terrängen. Bredden vid basen är 6,4 km.
Trakten runt Dögundarfell är nära nog obefolkad, med mindre än två invånare per kvadratkilometer. Det finns inga samhällen i närheten. Trakten runt Dögundarfell består i huvudsak av gräsmarker.